# Loxwood
Loxwood – wieś w Anglii, w hrabstwie West Sussex, w dystrykcie Chichester. Leży 32 km na północny wschód od miasta Chichester i 56 km na południowy zachód od Londynu. W 2001 miejscowość liczyła 1341 mieszkańców.